# Richard Bilan
Richard Bilan (hebr. ריצ'ארד בילן) (ur. 14 maja1946 r. w Krakowie) – izraelski malarz i plastyk pochodzący z Polski.

## Życiorys
Urodził się jako Ryszard Bilan w rodzinie Żydów ze Stanisławowa, którzy przeżyli wojnę w Krakowie. Następnie z rodziną przeprowadził się do Kłodzka. Matka na skutek przeżyć wojennych popadła w chorobę psychiczną, a ojciec, który  był tapicerem, zmarł gdy Ryszard miał dziesięć lat. Wychował się w domu dziecka, a następnie skończył szkołę zawodową i zdobył zawód szlifierza kryształów w Szczytnie. Po ukończeniu technikum ożenił się. W wyniku wydarzeń marcowych postanowił w 1969 emigrować do Izraela. W latach 1969–1973 studiował na Wydziale Grafiki Użytkowej Akademii Sztuk Pięknych i Wzornictwa Besaleela. W 1974 uzyskał stypendium AICF Sharett Scholarship Program from America-Israel Cultural Foundation i wyjechał do Paryża, gdzie przez dwa lata studiował w École nationale supérieure des Arts Décoratifs.

## Wystawy i ekspozycje
Richard Bilan jest ekspresjonistą, uprawia abstrakcję liryczną, jego prace uczestniczyły w ponad 30 wystawach indywidualnych oraz ponad 20 zbiorowych między innymi w Izraelu, Francji, Szwajcarii, Wielkiej Brytanii, USA i Polsce. 

### Wystawy indywidualne (wybór)
- 1975 - F.I.A.C Art Fair, Paryż
- 1976 - Shatz Galria, Jerozolima
- 1976 - Du Haut-Pave Galeria, Paryż
- 1977 - Shamir Galeria, Tel Aviv
- 1977 - Libriarie Nicaise Galeria, Paryż
- 1979 - Aranella Galeria, Paryż
- 1980 - Cour d'Ingres Galeria, Paryż
- 1981 - Gordon Galeria, Tel Aviv
- 1982 - Aktuaryus Galeria, Strasburg
- 1982 - Cimaise Galeria, Lozanna
- 1990 - Galeria 86, Łódź
- 1992 - Artists House, Jerozolima
- 1993 - Figures, Engel Galeria, Tel Aviv
- 1995 - Galeria 86, Łódź
- 1995 - Media Art Contemporian, Paryż
- 1995 - Mag Galeria, Paryż
- 1996 - Adine Fine Art Galeria, Nowy Jork
- 1997 - Boundary Galeria, Londyn
- 1998 - Art Expo, Nowy Jork
- 2000 - Art Expo, Miami
- 2000 - The Tale and the Color Spot, Bar-Am Muzeum, Kibbutz Bar-Am
- 2005 - Galeria 86, Łódź
- 2005 - Montparnasse Art Galeria, Paryż
- 2006 - Galeria J, Łódź
- 2007 - Zamknięty Krąg, 17 Festiwal Kultury Żydowskiej, Kraków
- 2007 - Instytut Kultury, Kraków
- 2007 - Poverty Trap, Galeria Dwa Słowa, Łódź
- 2009 - New Works - Montparnasse Art Galeria, Paryż
- 2009 - Black\White, Engel Galeria, Tel Aviv

### Wystawy zbiorowe (wybór)
- 1977 - Aranella Galeria, Paryż
- 1978 - City Hall, Cherbourg-Octeville
- 1980 - Modern Art Muzeum, Paryż
- 1981 - Taipei Art Guild, Taiwan
- 1982 - Contemporary Engraving, Hotel de la Monnaie, Paryż
- 1984 - 20 Contemporary Engravers, La Seyne-sur-Mer
- 1984 - Arcus Galeria, Paryż
- 1987 - Arsenał Muzeum, Gravelines
- 1989 - Xylon Muzeum, Schwetzingen
- 1991 - Arts Print Lover, Grand Palais, Paryż
- 1992 - 20 Contemporary Engraving around Rembrandt, Dordogne
- 1996 - The Jewish Nexus, Mizel Muzeum, Denver
- 2000 - A view to the next Millenium, Engel Galeria, Tel Aviv
- 2000 - Art Expo, Nowy Jork
- 2004 - Four Israelies in Paris, Engel Galeria, Tel Aviv
- 2004 - From Poland To Paris, Rachi Center, Paryż
- 2006 - Duo Exhibition - R. Bilan & Paweł Jocz, Art Montparnasse Galeria, Paryż
- 2007 - The Search for the Lost City, Engel Galeria, Tel Aviv